# Kanemitsu Takahiro
Takahiro Kanemitsu (sinh ngày 21 tháng 3 năm 1986) là một cầu thủ bóng đá người Nhật Bản.

## Sự nghiệp câu lạc bộ
Takahiro Kanemitsu đã từng chơi cho Fagiano Okayama.